# Phenmedipham
Phenmedipham ist eine chemische Verbindung aus der Gruppe der Carbanilate bzw. Biscarbamate, welches als Herbizid verwendet wird. Sie liegt in Form eines farb- und geruchlosen Pulvers vor.

## Geschichte
Phenmedipham wurde auf Antrag der Schering AG 1970 in den USA zugelassen. Dort werden jährlich etwa 100 Tonnen eingesetzt.

## Gewinnung und Darstellung
Phenmedipham kann aus dem Vorprodukt Methylanilin gewonnen werden.

## Verwendung
Phenmedipham wird als selektives Herbizid eingesetzt, welches über die Blätter der Pflanzen aufgenommen wird. Besonders häufig wird es zur Nachlaufkontrolle breitblättriger einjähriger Unkräuter in Rüben (Zucker- und Futterrüben, Rote Bete), Spinat und Erdbeeren eingesetzt. Es wirkt durch Einwirkung auf den Elektronentransport bei der Photosynthese. Es spaltet sich im Boden durch Hydrolyse und mikrobiell schnell in Methyl(3-hydroxyphenyl)carbamat (MHPC) und m-Toluidin.
Als Wirkstoff von Pflanzenschutzmitteln ist Phenmedipham in vielen Staaten der EU, so auch in Deutschland und Österreich, sowie in der Schweiz zugelassen.